# سد یینگزیدو
سد یینگزیدو (به لاتین: Yingzidu Dam) یک سد در چین است که در Pingba County, Guizhou Province واقع شده‌است.